# ソラスズメダイ亜科
ソラスズメダイ亜科（ソラスズメダイあか、Pomacentrinae）は、スズメダイ科の4亜科の一つ。
4族15属、約200種からなり、スズメダイ科で最も多様な亜科である。

## 下位分類
次の族と属はソラスズメダイ亜科に分類される。

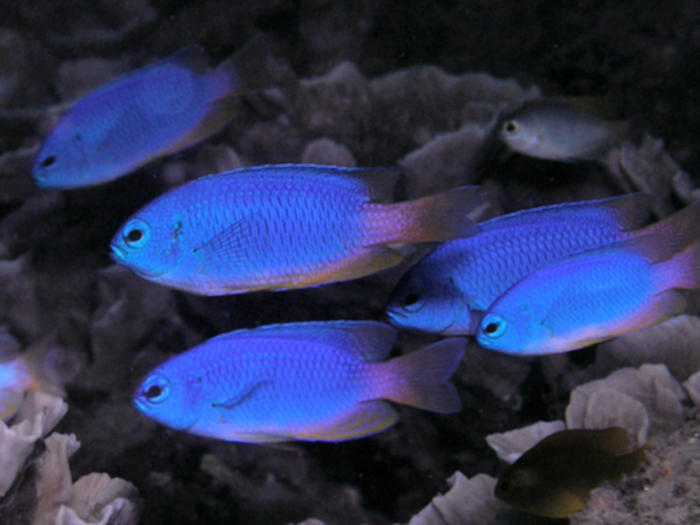
ソラスズメダイ
(Pomacentrus coelestis)

- クマノミ族 Amphiprionini Gill, 1859 かつてはクマノミ亜科として独立した亜科を構成していた。
  - Amphiprion Bloch and Schneider, 1801 クマノミ属 シノニムである Premnas 属を独立させる意見もある。
- アツクチスズメダイ族 Cheiloprionini Whitley, 1929
  - Cheiloprion M.C.W Weber, 1913 アツクチスズメダイ属
  - Chrysiptera Swainson, 1839 ルリスズメダイ属
  - Dischistodus Gill, 1863 ダンダラスズメダイ属
  - Pomachromis Allen and Randall, 1974 オキナワスズメダイ属
- スズメダイモドキ族  Hemiglyphidodontini Whitley, 1929
  - Acanthochromis Gill, 1863
  - Altrichthys Allen, 1999
  - Amblyglyphidodon Bleeker, 1877 クラカオスズメダイ属
  - Hemiglyphidodon Bleeker, 1877 スズメダイモドキ属
  - Neoglyphidodon Allen, 1991 ヒレナガスズメダイ属
- ソラスズメダイ族 Pomacentrini Bonaparte, 1831
  - Amblypomacentrus Bleeker, 1877 ミスジスズメダイ属
  - Neopomacentrus リボンスズメダイ属 Allen, 1975
  - Pomacentrus ソラスズメダイ属 Lacépède, 1802 - クジャクスズメダイ、ソラスズメダイ
  - Pristotis オキスズメダイ属 Rüppell, 1838
  - Teixeirichthys スジスズメダイ属 J.L.B. Smith, 1953 1属1種